# Francisco dos Mártires
Frei Francisco dos Mártires OFM (Lisboa, 1583 — Goa, 25 de setembro de 1652) foi um prelado português. Foi nomeado bispo de Macau em 13 de abril de 1630, mas não teve seu nome confirmado pela Santa Sé. Mas, em 1635, foi nomeado Arcebispo de Goa e Primaz da Índia. Durante sua prelazia, compôs o 2.º Conselho de Governo Interino da Índia Portuguesa, que assumiu após a morte de João da Silva Telo e Meneses.